# Distribuzione Gamma inversa
In teoria delle probabilità la distribuzione casuale gamma inversa è una distribuzione di probabilità, dipendente da due parametri α e β.
La variabile aleatoria ha come supporto i reali positivi e parametri strettamente maggiori di zero.
{\displaystyle X:\Omega \rightarrow \mathbb {R} ^{+}}
{\displaystyle \alpha ,\beta \in \mathbb {R} ^{+}}
La sua funzione di densità di probabilità è {\displaystyle f(x)={\frac {\beta ^{\alpha }}{\Gamma (\alpha )}}{\frac {e^{-{\frac {\beta }{x}}}}{x^{\alpha +1}}}}
La funzione di distribuzione cumulativa di probabilità è
{\displaystyle F(x)=\int _{0}^{x}{f(t)dt}={\frac {\Gamma (\alpha ,\beta /x)}{\Gamma (\alpha )}}}
dove {\displaystyle \Gamma (\alpha ,\beta /x)} è la funzione gamma incompleta e {\displaystyle \Gamma (\alpha )} la funzione gamma di Eulero.
Calcoliamo i momenti semplici della nostra distribuzione
{\displaystyle \mu _{k}=\int _{0}^{\infty }x^{k}f(x)dx={\frac {\beta ^{\alpha }}{\Gamma (\alpha )}}\int _{0}^{\infty }{\frac {e^{-{\frac {\beta }{x}}}}{x^{\alpha +1-k}}}dx}
Ora applichiamo la sostituzione {\displaystyle z={\frac {\beta }{x}}\Leftrightarrow dz=-{\frac {\beta }{x^{2}}}dx=-{\frac {z^{2}}{\beta }}dx}  troviamo quindi quanto segue
{\displaystyle \mu _{k}={\frac {\beta ^{\alpha +1}}{\Gamma (\alpha )}}\int _{0}^{\infty }{\frac {z^{\alpha -1-k}}{\beta ^{\alpha +1-k}}}e^{-z}dz={\frac {\beta ^{k}}{\Gamma (\alpha )}}\int _{0}^{\infty }z^{\alpha -k-1}e^{-z}dz}
Quest'ultimo integrale converge per {\displaystyle \alpha -k\in \mathbb {R} ^{+}\Rightarrow \alpha >k}
nel caso possiamo applicare la definizione integrale della funzione {\displaystyle \Gamma (x)=\int _{0}^{\infty }t^{x-1}e^{-t}dt}
{\displaystyle \mu _{k}=\beta ^{k}\cdot {\frac {\Gamma (\alpha -k)}{\Gamma (\alpha )}}=\beta ^{k}\prod _{i=1}^{k}{\frac {1}{\alpha -i}}}
Da qui possiamo ricavarci il valore atteso della nostra variabile aleatoria
{\displaystyle \mathbb {E} [X]={\frac {\beta }{\alpha -1}}} per ogni α > 1
e la sua varianza, che ricordiamo essere
{\displaystyle Var(X):=\mathbb {E} [(X-\mathbb {E} [X])^{2}]=\mathbb {E} [X^{2}]-\mathbb {E} ^{2}[X]}
Che nel nostro caso esisterà per il parametro α > 2
{\displaystyle Var(X)={\frac {\beta ^{2}}{(\alpha -1)(\alpha -2)}}-{\frac {\beta ^{2}}{(\alpha -1)^{2}}}={\frac {\beta ^{2}(\alpha -1)-\beta ^{2}(\alpha -2)}{(\alpha -1)^{2}(\alpha -2)}}={\frac {\beta ^{2}}{(\alpha -1)^{2}(\alpha -2)}}}
Procediamo ora ad un semplice calcolo per ottenere la moda della nostra distribuzione
{\displaystyle \left({\frac {df}{dx}}\right)_{x=x^{*}}=0\Rightarrow \left[\beta {x^{*}}^{-1}-(\alpha +1)\right]{\frac {\beta ^{\alpha }}{\Gamma (\alpha )}}{x^{*}}^{-(\alpha +2)}e^{-{\frac {\beta }{x^{*}}}}=0}
il secondo fattore di questo prodotto non si annulla mai e può essere semplificato, ottenendo così un'unica soluzione. Pertanto se la derivata si annulla in un solo punto e la funzione vale 0 agli estremi dell'intervallo {\displaystyle [0,\infty )} in cui è definita positiva, allora il nostro punto è effettivamente un punto di massimo.
{\displaystyle {x^{*}}={\frac {\beta }{\alpha +1}}}
Per cui l'intera distribuzione è maggiorata da
{\displaystyle f(x^{*})={\frac {(\alpha +1)^{\alpha +1}}{\beta \Gamma (\alpha )}}e^{-(\alpha +1)}}

## Distribuzioni collegate
- {\displaystyle X\sim {\mbox{Inv-Gamma}}(\alpha ,\beta )} allora {\displaystyle X\sim {\mbox{Inv-chi-square}}(\nu )} se {\displaystyle \alpha ={\frac {\nu }{2}}} e {\displaystyle \beta ={\frac {1}{2}}}; {\displaystyle X} è la variabile casuale chi quadro inversa
- {\displaystyle X\sim {\mbox{Gamma}}(k,\theta )} allora {\displaystyle Y\sim {\mbox{Inv-Gamma}}(k,\theta )} se {\displaystyle Y={\frac {1}{X}}}; {\displaystyle X} è la variabile casuale Gamma

## Derivazione
{\displaystyle X:\Omega \rightarrow A\subseteq \mathbb {R} }
{\displaystyle Y:\Omega '\rightarrow B\subseteq \mathbb {R} }
X è nel nostro caso una variabile aleatoria di tipo Gamma, per cui la sua funzione di densità di probabilità si può scrivere come segue
{\displaystyle f_{X}(x)={\frac {\beta ^{\alpha }x^{\alpha -1}e^{-\beta x}}{\Gamma (\alpha )}}} e l'insieme di supporto A coincide con i reali positivi.
Definiamo quindi la trasformazione a cui associare la nuova variabile aleatoria Y.
{\displaystyle g:A\rightarrow B}
{\displaystyle Y=g(X)={\frac {1}{X}}} per cui anche B effettivamente coincide con i reali positivi.
Pertanto procediamo con il calcolare {\displaystyle f_{Y}(y)} dato dalla seguente relazione
{\displaystyle f_{Y}(y)=f_{X}\left(g^{-1}(y)\right)\left|{\frac {d}{dy}}g^{-1}(y)\right|}
{\displaystyle f_{Y}(y)={\frac {\beta ^{\alpha }}{\Gamma (\alpha )}}\cdot y^{-\alpha +1}e^{-{\frac {\beta }{y}}}{\frac {1}{y^{2}}}={\frac {\beta ^{\alpha }}{\Gamma (\alpha )}}\cdot y^{-\alpha -1}e^{-{\frac {\beta }{y}}}}
Che risulta essere proprio la nostra variabile aleatoria discussa finora.